# Pontarlier
Pontarlier (AFI: /pɔ̃taʀˈlje/, in latino Ariolica e in italiano arcaico Pontarlera) è un comune francese di 19 050 abitanti sottoprefettura del dipartimento del Doubs nella regione della Borgogna-Franca Contea.
Pontarlier ebbe una certa rilevanza internazionale quale principale centro di produzione dell'assenzio prima che ne fosse vietata la vendita nel 1915. A causa di ciò le distillerie cittadine avviarono la produzione di Pastis, per poi ritornare a distillare assenzio, quando i divieti legati al distillato si attenuarono.

## Storia
Pontarlier occupa l'antica stazione romana dell'Ariolica, in Gallia, ed è collocato nelle Tavole sulla strada dall'Urba (l'attuale Orbe, Canton Vaud, Svizzera), a Vesontio (moderna Besançon). Sebbene le distanze indicate nell'Itinerario Antonino non corrispondano a quelle reali, il geografo francese D'Anville riconobbe una trasposizione dei numeri. La Tabula Teodosiana nomina il luogo "Abrolica", che William Smith segnala come possibile errore di trascrizione.
Dopo l'invasione borgognona nel V secolo, Pontarlier divenne un'inevitabile via di commercio dal regno di Borgogna alla Svizzera, alla Germania o alla Lombardia.  Fino al XVII secolo era la via più semplice per attraversare il Giura.
Pontarlier è uno dei punti di sosta della Francia settentrionale, della Gran Bretagna e dei paesi del Benelux per la Via Francigena, ora un percorso pedonale verso Roma con punto di partenza a Canterbury, in Inghilterra. Si registra la sosta, il giorno 57, di Sigerico il Serio, l'allora Arcivescovo di Canterbury al suo ritorno da Roma nel 990 d.C., a cui era stato dato il suo pallium, o segno di rango. Si continua a discutere se sia arrivato attraverso il Giura dalla direzione di Yverdon-les-Bains a sud-est o attraverso una valle da Jougne a sud.
La città di Pontarlier è menzionata brevemente in Les Misérables di Victor Hugo.  Fu in questa città che il detenuto Jean Valjean si sarebbe presentato per la libertà condizionale dopo essere stato rilasciato dalla galera.  Infrangere queste istruzioni è un punto di svolta importante nel romanzo e crea anche alcuni conflitti importanti per Valjean più avanti nella storia. La città è anche la location principale del film francese del 1962 Il settimo giurato.
Pontarlier era famosa per la produzione dell'assenzio fino alla sua messa al bando nel 1915. Le distillerie passarono alla produzione di un particolare tipo di pastis, il "Pontarlier".   Con la parziale revoca del divieto negli anni '90, le distillerie di Pontarlier hanno ripreso a produrre assenzio.

## Società

### Evoluzione demografica
Abitanti censiti

## Amministrazione

### Gemellaggi
- Villingen-Schwenningen
- Zarautz
- Yverdon-les-Bains